# Campeonato Russo de Futebol de 1994
O Campeonato Russo de Futebol de 1994 foi o terceiro torneio desta competição. Participaram dezesseis equipes. O campeão se classifica para a Liga dos Campeões da UEFA de 1995-96. O vice, o terceiro e o quarto colocados se classificam para a Copa da UEFA de 1995-96. O ascenso e o descenso entre a primeira e a segunda divisão foi normalizado, com dois ascensos e dois descensos. Os clubes FC Okean Nakhodka, FC Luch Vladivostok ,FC Rostselmash Rostov do Don e Asmaral Moscovo foram rebaixados na temporada passada.

## Participantes
| Equipe                      | Cidade            | Região                   | No ano anterior                       | Estádio                        | Capacidade | Títulos        | Participações |
| --------------------------- | ----------------- | ------------------------ | ------------------------------------- | ------------------------------ | ---------- | -------------- | ------------- |
| PFC CSKA Moscovo            | Khamovniki        | Moscovo                  | Décimo Lugar                          | Estádio Lujniki                | 81.000     | 0 (não possui) | 3             |
| Spartak Moscovo             | Presnensky        | Moscovo                  | Campeão                               | Estádio Lujniki                | 81.000     | 2 (1992, 1993) | 3             |
| Torpedo Moscovo             | Danilovsky        | Moscovo                  | Sétimo Lugar                          | Estádio Eduard Streltsov       | 13.200     | 0 (não possui) | 3             |
| Dínamo Moscovo              | Aeroport          | Moscovo                  | Terceiro Lugar                        | Estádio Dínamo de Moscou       | 36.540     | 0 (não possui) | 3             |
| FC Spartak Vladikavkaz      | Vladikavkaz       | Ossétia do Norte-Alânia  | Sétimo Lugar                          | Estádio Republicano do Spartak | 32.464     | 0 (não possui) | 3             |
| Lokomotiv Moscovo           | Preobrazhenskoye  | Moscovo                  | Quinto Lugar                          | Estádio Lokomotiv de Moscou    | 30.000     | 0 (não possui) | 3             |
| FC Rotor Volgogrado         | Volgogrado        | Oblast de Volgogrado     | Vice Campeão                          | Estádio Central                | 32.120     | 0 (não possui) | 3             |
| FC Uralmash Yekaterinburg   | Ecaterimburgo     | Oblast de Sverdlovsk     | Nono Lugar                            | Estádio Central                | 30.000     | 0 (não possui) | 3             |
| FC Lokomotiv Níjni Novgorod | Níjni Novgorod    | Oblast de Níjni Novgorod | Décimo Primeiro Lugar                 | Estádio Lokomotiv              | 17.856     | 0 (não possui) | 3             |
| FC Tekstilshchik Kamyshin   | Kamyshin          | Oblast de Volgogrado     | Quarto Lugar                          | Estádio Tekstilshchik          | 7.500      | 0 (não possui) | 3             |
| FC Dinamo Stavropol         | Stavropol         | Krai de Stavropol        | Décimo Segundo Lugar                  | Estádio Dínamo                 | 15.589     | 0 (não possui) | 3             |
| FC Krilia Sovetov Samara    | Samara            | Oblast de Samara         | Primeiro Lugar no Torneio de Promoção | Estádio Metallurg              | 33.320     | 0 (não possui) | 3             |
| FC KAMAZ Naberejnye Chelny  | Naberejnye Chelny | Tartaristão              | Nono Lugar                            | Estádio KAMAZ                  | 10.000     | 0 (não possui) | 2             |
| FC Jemtchujina              | Sóchi             | Krai de Krasnodar        | Décimo Terceiro Lugar                 | Estádio Central de Sóchi       | 12.500     | 0 (não possui) | 2             |
| FC Dynamo-Gazovik Tiumen    | Tiumen            | Oblast de Tiumen         | Terceiro Lugar no Torneio de Promoção | Estádio Geolog                 | 13.057     | 0 (não possui) | 2             |
| FC Lada Togliatti           | Togliatti         | Oblast de Samara         | Segundo Lugar no Torneio de Promoção  | Estádio Torpedo                | 18.000     | 0 (não possui) | 1             |

## Regulamento
O campeonato foi disputado no sistema de pontos corridos em turno e returno em grupo único.  Ao final, dois são promovidos e dois são rebaixados.

## Primeira Fase
Spartak Moscovo foi o campeão, foi classificado para a Liga dos Campeões da UEFA de 1995-96.
Lokomotiv Moscovo e Rotor foram classificados para a Copa da UEFA de 1995-96.
Spartak de Vladikavkaz foi classificado para a Copa da UEFA de 1995-96 porque o vice-campeão, o Dínamo de Moscovo, foi classificado para a Taça dos Clubes Vencedores de Taças de 1995-96.
Dínamo de Stavropol e Lada foram rebaixados para o Campeonato Russo de Futebol de 1995 - Segunda Divisão.

## Campeão
| Campeão Russo de 1994     |
| ------------------------- |
| Spartak Moscovo 3° Título |